# Джеймон Крабб
Джеймон Крабб (англ. Jaymon Crabb; нар. 6 березня 1978) — колишній австралійський тенісист.
Найвищу одиночну позицію світового рейтингу — 181 місце досяг 17 лютого 2003, парну — 146 місце — 28 жовтня 2002 року.
Найвищим досягненням на турнірах Великого шолома було 2 коло в одиночному розряді.

## Титули на челленджерах

### Парний розряд: (3)
| Ранг | Рік  | Турнір                                   | Покриття | Партнер          | Суперники                    | Рахунок  |
| ---- | ---- | ---------------------------------------- | -------- | ---------------- | ---------------------------- | -------- |
| 1.   | 1997 | Pörtschach, Австрія                      | Ґрунт    | Мікаель Стадлінґ | Деян Петрович Грант Сілкок   | 7–5, 6–3 |
| 2.   | 2002 | Гамільтон (Нова Зеландія), Нова Зеландія | Тверде   | Петер Лучак      | Їв Аллегро Джастін Бовер     | 7–5, 6–4 |
| 3.   | 2002 | Сеул, Південна Корея                     | Тверде   | Марк Нілсен      | Федеріко Бровне Рогір Вассен | W/O      |